# Leon Szafraniec
Leon Szafraniec (ur. 1894, zm. 1979) – Polak, Sprawiedliwy wśród Narodów Świata.

## Życiorys
Równolegle do początków likwidacji gett przez Niemców w okolicy Radomia, jesienią 1942 r. razem z żoną Elżbietą Szafraniec Leon ukrył w swoim gospodarstwie w Ratajach w województwie kieleckim Żydów zbiegłych z getta w Pacanowie. Byli to Moses i Barbara Wolfowiczowie pochodzący z Dąbrowy Tarnowskiej. Później przyjął też uciekających z transportu do Treblinki brata Mosesa, Fałka Wolfowicza, oraz Hermana Kleinplatza, który przed wybuchem wojny prowadził gospodarstwo rolne w tej samej wiosce. W 1943 r. otrzymał pogróżkę z groźbą śmierci swojej rodziny i ukrywanych osób w przypadku niezapłacenia 100 tys. zł. W obawie przed prawdziwością pogróżki syn Elżbiety Władysław przetransportował Żydów do specjalnie przygotowanej kryjówki w lesie. W czasie okupacji Szafrańcowie ukrywali i pomagali również Natanowi i Hermanowi Frejmanom oraz małżeństwu Fossów: Janinie i Karolowi. Dzięki pomocy Szafrańców wojnę przetrwało 9 Żydów. Po ustaniu działań wojennych Herman Kleinplatz wyemigrował do USA. Rodzina Wolfowiczów wróciła do Dąbrowy Tarnowskiej, skąd przeniosła się w 1958 do Izraela..
Leon Szafraniec został odznaczony w 1984 r. medalem Sprawiedliwego wśród Narodów Świata. Tytuł ten został również przyznany jego żonie, a później w 1987 r. synowi Władysławowi.